# Super Mouse
Super Mouse es un videojuego arcade de plataformas lanzado por Taito en 1982. Utiliza el mismo hardware que el juego arcade previo de Taito, Round-Up. 

## Objetivo del juego
En Super Mouse, el jugador controla a un ratón que debe colectar una reserva de comida -la cual está repartida alrededor de la casa- para llevarla a su casita. Como enemigos, el ratón se encontrará a unas cobras y unos gatos, los cuales aparecen como de la nada. Sin embargo, el ratón no está totalmente indefenso. Él posee una limitada cantidad de bombas que puede poner y explotar a voluntad, matando a cualquier cosa que las toque (incluyéndolo a él). Las bombas son repuestas al pasar de nivel, así que se pueden utilizar todas de ellas en un mismo nivel, si es necesario. También se pueden encontrar rocas encima de la casa para tirar en la cabeza de los enemigos, pisos que se mueven al pararse encima de ellos, y piscinas llenas de agua con puentes que pueden ser abiertos para que los enemigos se caigan en ellas.
Al terminar cada nivel, el jugador tendrá la oportunidad de ganar puntos adicionales usando una máquina tragaperras. Según las figuras que salgan, el premio puede llegar a ser de hasta 1500 puntos.

## Puntuaciones
- Recoger comida: 100 puntos.
- Dejar comida en la casa del ratón: 200 puntos.
- Matar un gato: 100 puntos.
- Matar una cobra: 200 puntos.
- Bono por recoger toda la comida: Matar todas las cobras y todos los gatos que hayan sobrevivido.
- Máquina tragaperras: 200-1500 puntos (si el jugador acierta).

## Curiosidades
- Si el jugador deja caer una cobra en una de las piscinas, todos los gatos se mueren automáticamente.
- Este juego también es conocido como Funny Mouse.

- Datos: Q7642616